# Сероспинка
Сероспинка, или элевайф (лат. Alosa pseudoharengus) — вид лучепёрых рыб из семейства сельдевых. Обитают в морской, солоноватой и пресной воде заливов, озёр и рек.

## Распространение
Сероспинка — это вид проходных рыб, родом из Атлантического океана и озёр и рек штатов от Северной Каролины до Ньюфаундленда, впадающих в него. Обитает у побережья наружных берегов Новой Шотландии, заливах Фанди и Мэн, а также встречается во всех Великих Озёрах США и во многих озёрах северного Нью-Йорка.

## Описание
Длина тела взрослых рыб обычно около 10—30 см, реже до 40 см, масса — 110—200 грамм. Продолжительность жизни до 9 лет. Самки крупнее самцов и в основном живут дольше. Тело серебристого цвета с серовато-зелёной спиной. Чёрное пятно находится на уровне глаз за головой. У взрослых особей имеются продольные линии, которые проходят по середине тела. Меньшие особи имеют фиолетовый отблеск по бокам, тогда как у крупных проходных рыб золотистый оттенок на голове и верхней части тела. Чешуя легко опадающая, боковая линия слабо выражено. На брюхе хорошо выражен киль. Окраска схожа с окраской зеленоспинки. Проходные особи длиннее (25,5—35,5 см), чем озёрные (около 15 см). Озёрные рыбы созревают раньше.
Тело сильно приплюснутое и сравнительно высокое. Голова широко треугольная. Глаза большие и имеют хорошо развитые жировые веки. Спереди верхняя челюсть толстая. На нижней челюсти и предчелюстной кости есть зубы, но их немного. Более 30 жаберных тычинок расположены на нижней части первой жаберной дуги.
В спинном плавнике обычно 13—14 мягких лучей, хотя может быть 12—16 лучей. Хвостовой плавник вильчатый. Анальный плавник короткий и широкий, 15—19-лучевый (обычно из 17—18 лучей). Брюшные плавники маленькие и состоят из 10 лучей. Грудные плавники с 14—16 лучами, расположены низко .

## Экология
Рыбы проводят большее время в прибрежных водах, в основном на глубине 56—100 метров, где температура воды достигает приблизительно 4 °C, хотя взрослые особи способны прожить в воде температурой 25 °C, а годовики — 30 °C. Они очень чувствительны к температуре воды, в дневное солнечное время опускаются глубже. Рыбы следят за передвижением своей потенциальной добычи — зоопланктоном.
Пресноводные популяции проводят основное время в глубоководье населяемых озёр, весной поднимаясь на мелководье и в притоки речек для метания икры. В зимнее время рыбы опускаются в глубочайшие места озёр.

### Паразиты
На жабрах паразитирует Clavellisa cordata — вид эктопаразитических веслоногих ракообразных.